# 八丁道
座標: 北緯36度44分10.2秒 東経137度0分59.3秒 / 北緯36.736167度 東経137.016472度

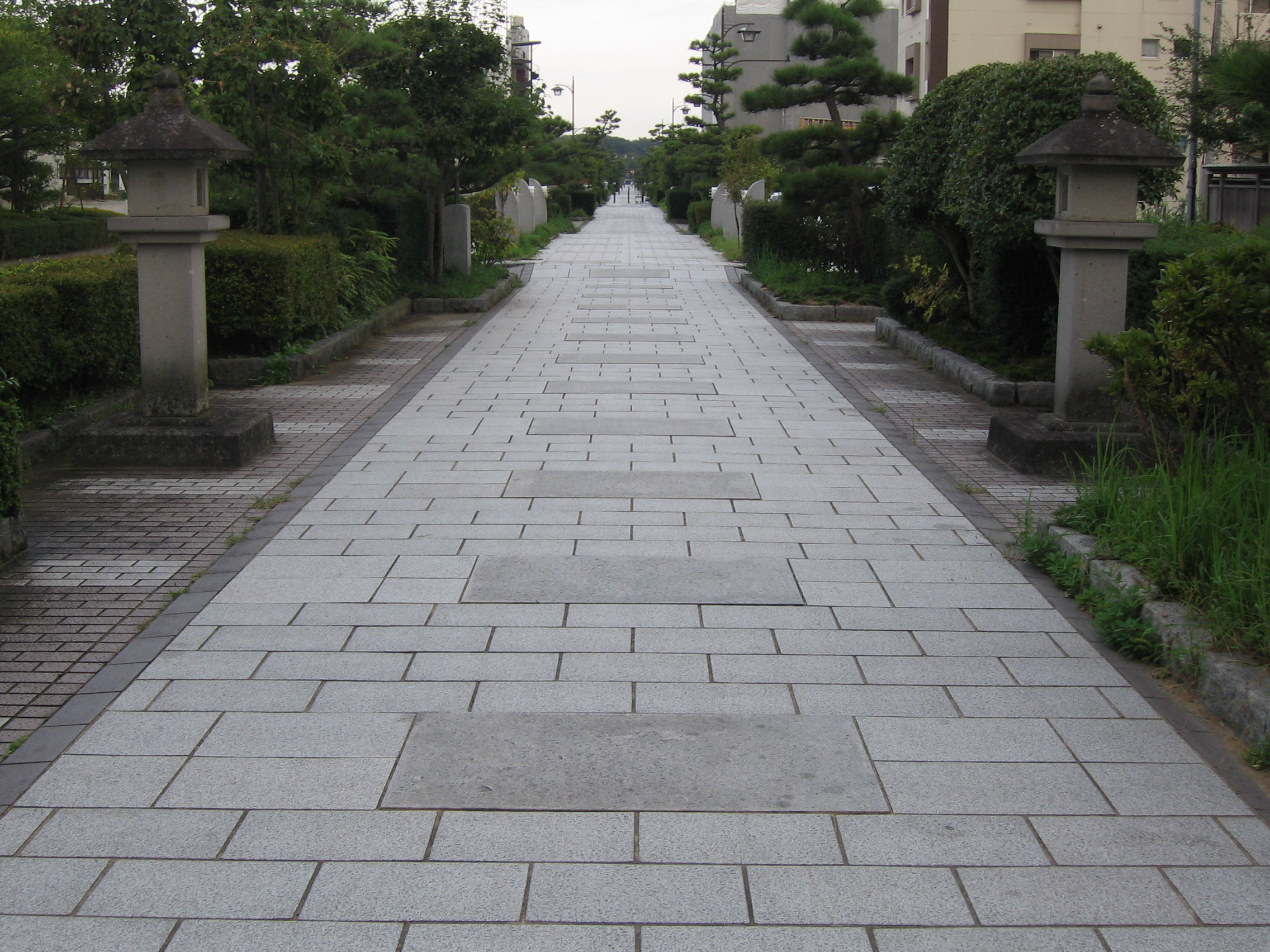
八丁道

八丁道（はっちょうみち）は、富山県高岡市東上関にある参道。「八町道」とも表記される。高岡の開祖である加賀藩2代藩主前田利長の墓所である前田利長墓所（国の史跡）とその菩提寺である高岡山瑞龍寺（国宝）とを東西に結んでいる。長さが八丁（約870メートル）であることからこの名がつけられた。

## 概要
前田利長の三十三回忌にあたる1646年に、3代藩主前田利常により、高岡城の南約1キロメートルの場所に新たに墓所が造営され、墓所とその西にある瑞龍寺とを結ぶ参道として整備された。参道に沿って堀が設けられ南面は石垣積みであったとする史料（微妙公御夜話異本）があり、参道とは言うものの、有事の際にはいずれも周囲に堀を構えた城砦となる瑞龍寺と墓所とを繋いで、高岡城南方の外郭防衛線となるべく造成されたものと考えられている。
かつては石灯籠と老松が連なっていたが、1913年の整理で塩釜桜と八重桜の苗木が両側に植えられ、昭和の末には灯籠がいくつか残るのみで往時の面影はほとんど失われており、1987年（昭和62年）6月23日から1990年（平成2年）にかけて歴史的景観を再現することとして全面的な整備事業が行われた。現在、石畳（御影石張り）の遊歩道を中央に、左右に1車線ずつの車道を設け、遊歩道には114基の灯籠（内、照明灯籠60基）が並び、クロマツ、サツキなどが新たに植えられ、また瑞龍寺を背に前田利長の銅像が置かれている。延長870メートル、幅員19メートル。
読売新聞社選定の「新・日本街路樹100景」（1994年）のひとつに選定されている。